# Christian von Bülow
Christian von Bülow est un skipper danois né le 14 décembre 1917 à Copenhague et mort le 13 janvier 2002.

## Carrière
Christian von Bülow obtient une médaille d'argent dans la catégorie des Dragon lors des Jeux olympiques d'été de 1956 à Melbourne. Lors des Jeux olympiques d'été de 1964 à Tokyo, il remporte le titre olympique dans la même catégorie de voiliers.